# Dryopteris elongata
Dryopteris elongata là một loài thực vật có mạch trong họ Dryopteridaceae. Loài này được (Wall. ex Hook.) Kuntze miêu tả khoa học đầu tiên năm 1891.